# Alessandro Garbin
Alessandro Garbin (Cittiglio, 2 ottobre 1977 – Sangiano, 13 giugno 2009) è stato un personaggio televisivo e attore italiano, conosciuto per aver recitato nel film La febbre (di Alessandro D'Alatri) (2005), nel ruolo di Giovanni.